# Osoi (okręg Jassy)
Osoi – wieś w Rumunii, w okręgu Jassy, w gminie Comarna. W 2011 roku liczyła 1942 mieszkańców.